# Vallée de la chimie
 (septembre 2010).
Si vous disposez d'ouvrages ou d'articles de référence ou si vous connaissez des sites web de qualité traitant du thème abordé ici, merci de compléter l'article en donnant les références utiles à sa vérifiabilité et en les liant à la section « Notes et références ».
La vallée de la chimie (anciennement couloir de la chimie) est une zone située au sud de la Métropole de Lyon et du département du Rhône, s'étendant sur 15 communes et caractérisée par une concentration exceptionnelle d'industries chimiques, pour une bonne partie d'entre elles classées Seveso 2. Sur une dizaine de kilomètres, le long de l'autoroute A7, se succèdent de grands sites chimiques et pétrochimiques : Solvay, Elkem Silicones, Novacyl, raffinerie Total, Air liquide, etc. faisant que la vallée concentre plusieurs risques industriels majeurs (explosion, incendie, nuage gazeux toxique...) avec des conséquences prévisibles pour les occupants ou les véhicules traversant la vallée. Après l'accident d'AZF Toulouse, toutes les autres zones industrielles à risque ont du mettre en place un plan de prévention des risques technologiques (PPRT).

## Situation géographique

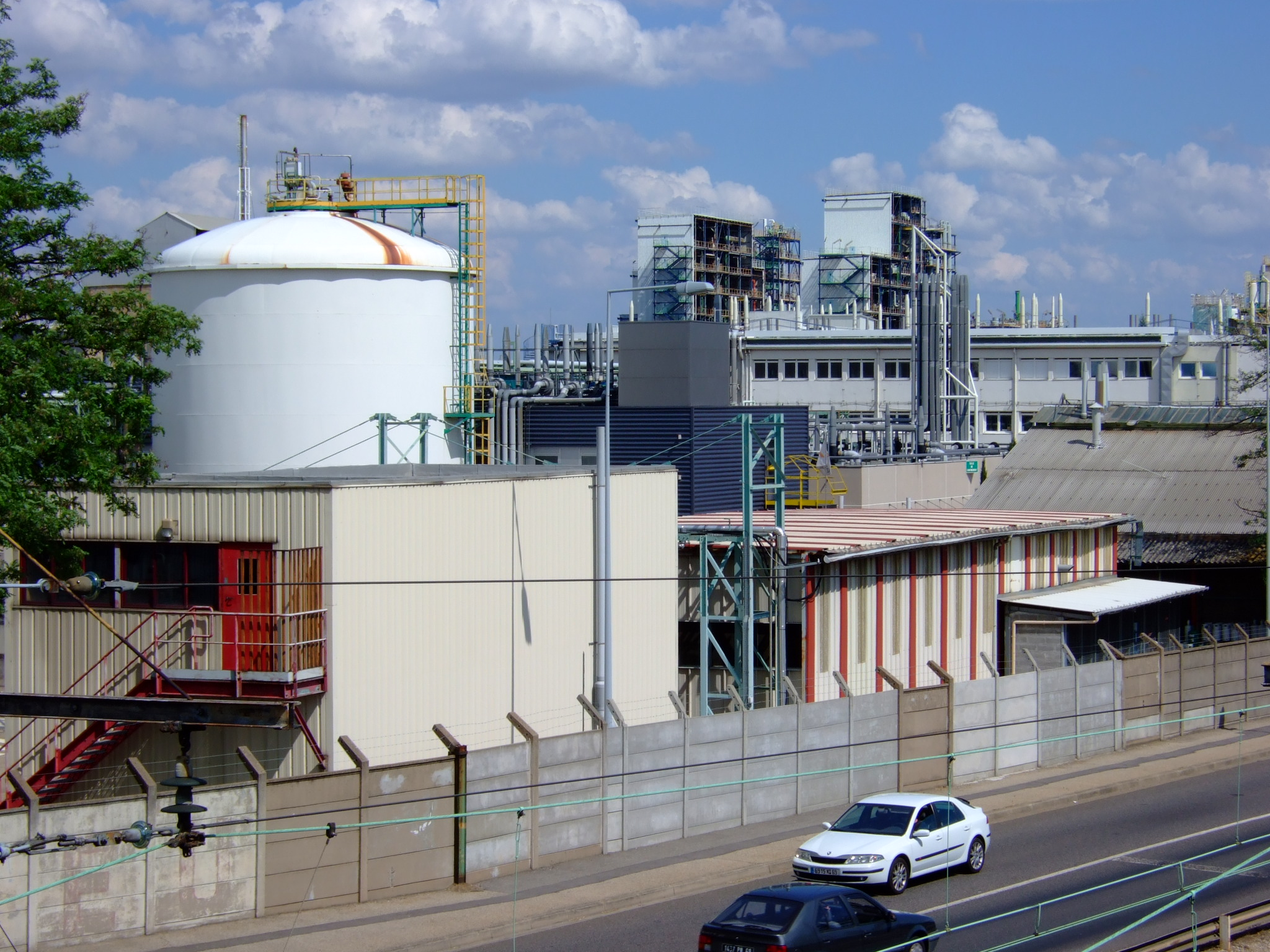
Usine Arkema de Pierre-Bénite

La zone s'étend sur treize communes rhodaniennes et une commune iséroise, toutes situées dans l'unité urbaine de Lyon :
- Lyon (7e arrondissement) ;
- Pierre-Bénite ;
- Saint-Fons ;
- Irigny ;
- Feyzin ;
- Vernaison ;
- Solaize ;
- Millery ;
- Sérézin-du-Rhône ;
- Grigny ;
- Ternay ;
- Givors ;
- Chasse-sur-Rhône ;
- Loire-sur-Rhône.

Les établissements chimiques qui la composent disposent de plusieurs moyens de transport des produits chimiques : le transport fluvial avec le Rhône, le transport routier avec l'autoroute A7 et le transport ferroviaire. 

## Historique
En 1853, Claude-Marie Perret crée à Saint-Fons une usine produisant de l'acide sulfurique. Rachetée par Saint-Gobain en 1872, elle devient « la Grande Usine », qui attire autour d’elle des fabriques de soude, de colle, de colorants et de gélatine, utilisatrices d'acide sulfurique. En 1859, le chimiste lyonnais François-Emmanuel Verguin découvre par hasard la fuchsine, qui révolutionne l'industrie des colorants, ouvrant la voie à de nombreuses industries chimiques qui s’installent peu à peu le long de la vallée du Rhône.
En 1872, Monnet et Dury implantent près de l'agglomération lyonnaise, une des premières grandes usines chimiques françaises. Monnet-Dury devient Gilliard-Monnet et Cartier en 1886, puis la Société chimique des usines du Rhône en 1895, et enfin Rhône-Poulenc. La société, qui produit alors des teintures pour l'industrie de la soie, s'installe dans la zone marécageuse des lônes du Rhône, pour mieux s’alimenter en eau. Elle lance ensuite une production d'aspirine puis de produits chimiques pour l'industrie photographique des Auguste et Louis Lumière, une fabrication de fibre synthétique et textiles synthétiques.
En 1899, la « Société pour l'industrie chimique à Bâle » (future Ciba) acquiert à Saint-Fons une usine fabriquant des colorants. En 1902, la société La Volta lyonnaise de Georges Coutagne installe à Pierre-Bénite la première usine française d'acide sulfurique anhydre, destiné aux fabricants de colorants. Cette usine devient Atochem, en 1983, Atofina, en 2000, puis Arkema, en 2004.
En 1928, la Société Lumière implante une usine à Feyzin pour la production de plaques photographiques. Elle est rachetée en 1960 par Ciba-Geigy.
En 1964, Elf démarre la raffinerie de Feyzin. C'est à l'époque l'une des raffineries les plus modernes d'Europe[citation nécessaire]. Deux ans plus tard, la catastrophe de la raffinerie de Feyzin cause la mort de dix-huit personnes. À la fin des années 1960, l’aménagement hydroélectrique de Pierre-Bénite par la Compagnie nationale du Rhône, permet l’extension de la zone industrielle. La création de 500 ha artificiels permettent l'installation d’une gare de triage SNCF et le passage de l’autoroute A7.
De la fin des années 1980 au début du XXIème siècle, la gestion du risque industriel se fait souvent « au profit des seuls acteurs chargés d’évaluer les risques, c’est-à-dire les exploitants qui produisent les études de dangers et les services de l’État qui les transforment en zonages de protection pour les afficher sous forme de porter à connaissance » 
Mais la catastrophe d'AZF (2001) (Mérad et al., 2008) a fait évoluer la réglementation préventive du risque industriel, en imposant notamment la mise en place de plans de prévention des risques technologiques (PPRT). Elaboré sous l'égide du Préfet, le PPRT qui doit agir sur l’urbanisation existante et future, de manière à réduire le risque à la source, et pour les riverains et personnes traversant la zone ou y travaillant, en cas d'accident industriel). Pour mettre en sécurité les sites les plus vulnérables et exposés, le plan impose localement des expropriations, un droit de délaissement, des travaux de protection des logements ou des restrictions d’urbanisation dans les zones à risque, avec des financements venant des industriels/exploitants, de l’État et du Grand Lyon). Mais dans la vallée de la Chimie, avec le même groupe d’acteurs, parallèlement, un grand projet de développement local (dit projet directeur) a été mis en place conjointement au PPRT, pour en compenser les coûts et effets contraignants (déplacement de certains équipements et/ou d'activités, désurbanisation locale là où le risque est élevé... ). Il vise une revalorisation à la fois économique, urbanistique et paysagère de la vallée.

## Sociologie de la gestion du risque industriel
Dans sa thèse, Cécile Férieux (2015) estime que la gestion des risques industriel du couloir de la chimie a toujours été d'abord technocratique et néocorporatiste, et dominée par le couple Etat-entreprises. Certes, les politiques locales ont pris de l'importance depuis la décentralisation dans les années 1990, mais de par leurs compétences, les collectivités ne peuvent que subsidiairement contribuer à gérer le risque (qui en France relève de l'Etat). Elles en font cependant un enjeu territorial global et l'abordent via des approches partenariale, qui ne peuvent toutefois pas contredire « le compromis expert et industrialiste qui gouverne le risque ». C Férieux s'est intéressée à « partie sociologie localisée des groupes d’intérêts » pour mieux comprendre le rôle des milieux industriels de la chimie dans la vallée, et la « permanence d’un modèle qui favorise leurs intérêts et conduit à une désensibilisation du risque ». Selon elle, les industriels de la vallée « savent s’adapter aux différents mode de production des politiques du risque pour mieux les contrôler. En maîtrisant aussi bien les ressorts de l’activité réglementaire que ceux des politiques territoriales, les milieux industriels exercent un travail d’influence qui assure la pérennité d’une approche industrialiste des politiques du risque et garantit in fine un contexte politique favorable au développement des activités industrielles ». 

## Devenir, prospective
En 2014, puis en 2016 et 2018, avec un partenariat public-privé d'une trentaine d'entreprises, la « Mission Vallée de la chimie », créée au sein de la Métropole de Lyon et dirigée par Frédéric Laroche) a lancé un "Appel des 30" invitant des entreprises de la chimie verte, de l'environnement et des énergies renouvelables à venir s'installer sur les espaces encore disponibles dans la Vallée de la chimie, afin de « réorienter l'activité de la zone ».
L'appel à projets de 2014 a retenu 16 initiatives (12 entreprises et 4 opérateurs immobiliers) dont deux ont vu le jour en 2016.
En 2016, 90 000 m2 de toitures et parkings d'entreprises volontaires et déjà installées sont proposés pour accueillir des modules photovoltaïques (Kem One, Total ou Arkema)[pas clair]. La pollution du sol interdit toutefois le travail salarié, l'accueil du public ainsi que les activités agricoles à vocation alimentaire. L'appel de 2016 se propose donc d'utiliser 30 ha de ce « foncier inutilisable [à un] paysager productif », qui pourrait par exemple être destiné à la production de biomasse énergie, de plantations de phytoremédiation ou de cultures destinées à la chimie biosourcée. Selon Frédéric Laroche, « l'état des sols et la dépollution qu'il implique est un obstacle majeur », mais le nouveau PPRT offre une visibilité aux industries potentiellement intéressées.
Un troisième appel est prévu avant 2020 avec le souhait de créer au total et en 6 ans « 300 nouveaux emplois sur 60 hectares ».
En 2017, Serpol (filiale de Serfim Dépollution qui collecte et transfère des sols pollués) s'est associé au groupe Vicat pour créer sur ce site une plateforme dénommée « Terenvie » destinée à la valorisation des terres polluées. Vicat via sa filiale Vicat Eco Valorisation, intègrera une partie de ce matériau comme substitut à certaines ressources naturelles pour son ciment.

## Pollution de la zone
La préfecture du Rhône déconseille de consommer les œufs issus d'une partie des communes de la vallée de la chimie, en raison de leur forte teneur en polluants éternels (PFAS) (jusqu'à 13,44 µg/kg en poids frais, dans un œuf recueilli à Pierre-Bénite, pour une valeur maximale fixée à 1,70 µg/kg dans l'Union européenne.